# Tarouca
Tarouca – miejscowość w Portugalii, leżąca w dystrykcie Viseu, w regionie Północ w podregionie Douro. Miejscowość jest siedzibą gminy o tej samej nazwie.

## Demografia
| Liczba ludności gminy Tarouca (1801–2011) | Liczba ludności gminy Tarouca (1801–2011) | Liczba ludności gminy Tarouca (1801–2011) | Liczba ludności gminy Tarouca (1801–2011) | Liczba ludności gminy Tarouca (1801–2011) | Liczba ludności gminy Tarouca (1801–2011) | Liczba ludności gminy Tarouca (1801–2011) | Liczba ludności gminy Tarouca (1801–2011) | Liczba ludności gminy Tarouca (1801–2011) | Liczba ludności gminy Tarouca (1801–2011) |
| ----------------------------------------- | ----------------------------------------- | ----------------------------------------- | ----------------------------------------- | ----------------------------------------- | ----------------------------------------- | ----------------------------------------- | ----------------------------------------- | ----------------------------------------- | ----------------------------------------- |
| 1801                                      | 1849                                      | 1900                                      | 1930                                      | 1960                                      | 1981                                      | 1991                                      | 2001                                      | 2004                                      | 2011                                      |
| 3 440                                     | 5 163                                     | 10 254                                    | 10 388                                    | 10 845                                    | 9 368                                     | 9 579                                     | 8 308                                     | 8 303                                     | 8 048                                     |

## Parafie
Parafie gminy Tarouca (ludność wg stanu na 2011 r.)
- Dálvares – 689 osób
- Gouviães – 414 osób
- Granja Nova – 396 osób
- Mondim da Beira – 786 osób
- Salzedas – 767 osób
- São João de Tarouca – 606 osób
- Tarouca – 3556 osób
- Ucanha – 403 osoby
- Várzea da Serra – 261 osób
- Vila Chã da Beira – 170 osób